# Thetis Island
Thetis Island ist eine Insel die zum südlichen Teil der Gulf Islands in der kanadischen Provinz British Columbia gehört und zwischen dem Festland und Vancouver Island liegt.
Die Insel in der Straße von Georgia ist etwa 5 Kilometer lang und rund 3 Kilometer breit. Der höchste Punkt der Insel ist der Burchell Hill mit einer Höhe von 162 m.
Vom westlich gelegenen Vancouver Island wird die Insel durch den Stuart Channel getrennt. Die östlichen Nachbarinsel sind Valdes Island und Galiano Island. Dazwischen liegt der Trincomali-Kanal. Im Süden liegt Penelakut Island (ehemals Kuper Island).
Die Insel gehört zum Cowichan Valley Regional District. Eine richtige Ortschaft oder einen Schwerpunkt der Besiedlung gibt es auf der Insel nicht. Die wenigen festen Bewohner leben in einzeln stehende Häuser.

## Geschichte
Vor dem Eintreffen der ersten europäischen Entdecker und Siedler war die Insel bereits von First Nations, überwiegend vom Stamm der Penelakut besiedelt.
Die Insel wurde nach der Thetis benannt, einer Fregatte der britischen Royal Navy die 1851–1853 der Pacific Squadron zugeteilt war und die von Kapitän Augustus Leopold Kuper (nach dem Kuper Island benannt war) kommandiert wurde. Das Schiff selber wurde nach dem Nereiden Thetis aus der griechischen Mythologie benannt.

## Verkehr
Thetis Island ist mit einer Fähre der BC Ferries zu erreichen, welche von Fährterminal in der Ortschaft Chemainus auf Vancouver Island aus verkehrt und auch Penelakut Island anläuft.